# Стонингтон (Илиноис)
Стонингтон (енгл. Stonington) град је у америчкој савезној држави Илиноис.

## Демографија
По попису из 2010. године број становника је 932, што је 28 (-2,9%) становника мање него 2000. године.
| Група             | 2000.       | 2010.       |
| Белци             | 950 (99,0%) | 911 (97,7%) |
| Афроамериканци    | 0 (0,0%)    | 4 (0,4%)    |
| Азијати           | 0 (0,0%)    | 6 (0,6%)    |
| Хиспаноамериканци | 7 (0,7%)    | 9 (1,0%)    |
| Укупно            | 960         | 932         |